# Blindia roerichii
Blindia roerichii är en bladmossart som beskrevs av Robert Statham Williams 1931. Blindia roerichii ingår i släktet blindior, och familjen Seligeriaceae. Inga underarter finns listade i Catalogue of Life.